# Dante Veroni
Dante Veroni (Velletri, 13 dicembre 1878 – Roma, 25 marzo 1949) è stato un politico italiano.

## Biografia
Di professione avvocato, esponente del Partito Radicale Italiano, viene eletto per la prima volta alla Camera dei deputati nel 1909, e confermato poi nel 1913.
Dopo la caduta del fascismo, entra a far parte del movimento Democrazia del Lavoro, poi divenuto il Partito Democratico del Lavoro, per il quale dal 1944 al 1946 fu sottosegretario di Grazia e Giustizia nel Governo Bonomi III, nel Governo Parri e nel Governo De Gasperi I, e deputato alla Consulta Nazionale.
Nel 1946 viene eletto per le liste dell'Unione Democratica Nazionale, che il Partito Democratico del Lavoro contribuì a creare, all'Assemblea Costituente, subentrando a Guglielmo Visocchi, la cui elezione fu annullata il 10 dicembre 1946.
In virtù della III disposizione transitoria della Costituzione, il 18 aprile 1948 fu nominato "senatore di diritto" della I legislatura della Repubblica Italiana, e formò, insieme ad alcuni deputati del Partito Sardo d'Azione e indipendenti di sinistra, il Gruppo Democratico di Sinistra. Non terminò la legislatura, poiché morì a Roma il 25 marzo 1949.